# Baseball-Weltmeisterschaft der Frauen 2006
Die Baseball-Weltmeisterschaft der Frauen 2006 war die zweite Auflage dieses Baseball-Wettbewerbs für Frauen und fand vom 31. Juli bis zum 6. August 2006 in Taipeh statt. Gespielt wurde im „Tien-Mou Stadium“. Am Turnier nahmen insgesamt sieben Mannschaften teil.
Die Eröffnungsfeier fand am 31. Juli 2006 um 18:00 Uhr statt.
Den Titel holte sich zum ersten Mal die Mannschaft aus den Vereinigten Staaten.

## Teilnehmer
nach Kontinenten (in Klammer Anzahl der Teilnahmen)
| 0 aus Europa                  |                |                         |                        |
| 3 aus Nord- und Mittelamerika | Kanada (2)     | Kuba (1)                | Vereinigte Staaten (2) |
| 0 aus Südamerika              |                |                         |                        |
| 0 aus Afrika                  |                |                         |                        |
| 3 aus Asien                   | Japan (2)      | Chinesisches Taipeh (2) | Hongkong (1)           |
| 1 aus Ozeanien                | Australien (2) |                         |                        |

## Modus
Die Sieben Mannschaften spielten jede gegen jede einmal. Die Medaillen wurden auf Grund der Schlusstabelle vergeben. Bei Punktgleichheit entschied zuerst der direkte Vergleich und im Anschluss die tiefere Anzahl zugelassener Runs pro Inning.

## Tabelle
| Pl. |                    | S | N | Pzt.  |
| 1.  | Vereinigte Staaten | 5 | 1 | 0.833 |
| 2.  | Japan*             | 4 | 2 | 0.667 |
| 3.  | Kanada*            | 4 | 2 | 0.667 |
| 4.  | Australien*        | 4 | 2 | 0.667 |
| 5.  | Chinesisch Taipeh  | 3 | 3 | 0.500 |
| 6.  | Kuba               | 1 | 5 | 0.167 |
| 7.  | Hongkong           | 0 | 6 | 0.000 |

(Endstand)

* Japan, Kanada und Australien hatten dieselben Punktezahlen und dieselben Direktbegegnungen (1-1), somit mussten die RA/Inn. entscheiden (Japan 0.86 / Kanada 0.92 / Australien 1.15)

## Ergebnisse
| Datum     | Zeit  | Stadion                  | Begegnung          | Begegnung | Begegnung          | Ergebnis |
| --------- | ----- | ------------------------ | ------------------ | --------- | ------------------ | -------- |
| 31. Juli  | 10:00 | Tien-Mou Stadium, Taipeh | Hongkong           | –         | Australien         | 2:22 (5) |
| 31. Juli  | 14:00 | Tien-Mou Stadium, Taipeh | Kanada             | –         | Vereinigte Staaten | 5:2      |
| 31. Juli  | 18:30 | Tien-Mou Stadium, Taipeh | Chinesisch Taipeh  | –         | Japan              | 0:9      |
| 1. August | 10:00 | Tien-Mou Stadium, Taipeh | Kuba               | –         | Kanada             | 8:10     |
| 1. August | 14:30 | Tien-Mou Stadium, Taipeh | Japan              | –         | Hongkong           | 43:0 (5) |
| 1. August | 18:30 | Tien-Mou Stadium, Taipeh | Australien         | –         | Chinesisch Taipeh  | 4:0      |
| 2. August | 10:00 | Tien-Mou Stadium, Taipeh | Vereinigte Staaten | –         | Australien         | 7:2      |
| 2. August | 14:30 | Tien-Mou Stadium, Taipeh | Hongkong           | –         | Chinesisch Taipeh  | 2:21 (5) |
| 2. August | 18:30 | Tien-Mou Stadium, Taipeh | Kuba               | –         | Japan              | 0:15 (5) |
| 3. August | 10:00 | Tien-Mou Stadium, Taipeh | Vereinigte Staaten | –         | Hongkong           | 12:0 (5) |
| 3. August | 14:30 | Tien-Mou Stadium, Taipeh | Australien         | –         | Kuba               | 5:4      |
| 3. August | 18:30 | Tien-Mou Stadium, Taipeh | Japan              | –         | Kanada             | 3:6      |
| 4. August | 10:00 | Tien-Mou Stadium, Taipeh | Japan              | –         | Australien         | 11:6     |
| 4. August | 14:30 | Tien-Mou Stadium, Taipeh | Kuba               | –         | Vereinigte Staaten | 4:14 (6) |
| 4. August | 18:30 | Tien-Mou Stadium, Taipeh | Kanada             | –         | Chinesisch Taipeh  | 1:7      |
| 5. August | 10:00 | Tien-Mou Stadium, Taipeh | Hongkong           | –         | Kuba               | 4:14     |
| 5. August | 14:30 | Tien-Mou Stadium, Taipeh | Chinesisch Taipeh  | –         | Vereinigte Staaten | 1:3      |
| 5. August | 18:30 | Tien-Mou Stadium, Taipeh | Australien         | –         | Kanada             | 9:4      |
| 6. August | 10:00 | Tien-Mou Stadium, Taipeh | Vereinigte Staaten | –         | Japan              | 13:11    |
| 6. August | 14:30 | Tien-Mou Stadium, Taipeh | Kanada             | –         | Hongkong           | 10:0 (5) |
| 6. August | 18:30 | Tien-Mou Stadium, Taipeh | Chinesisch Taipeh  | –         | Kuba               | 8:0      |

## Auszeichnungen
Im Rahmen der Schlussfeier wurden bekannt gegeben welche Spielerinnen ins All Star Team gewählt wurden und wer die Turnierauszeichnungen gewonnen hat.
| Position          | Spielerin        |
| ----------------- | ---------------- |
| Pitcher           | Pei-Chun Lin     |
| Pitcher           | Simone Wearne    |
| Catcher           | Tomomi Takashima |
| First Base        | Amanda Asay      |
| Second Base       | Shae Lillywhite  |
| Third Base        | Donna Mills      |
| Short Stop        | Ayumi Ota        |
| Outfield          | Amy McCann       |
| Outfield          | Bridget Veenema  |
| Outfield          | Kim Voisard      |
| Designated Hitter | Tomomi Nishi     |

| Auszeichnung                       | Spielerin         |
| ---------------------------------- | ----------------- |
| MVP                                | Donna Mills       |
| Bester Hitter                      | Tomomi Nishi      |
| Bester erreichter Laufdurchschnitt | Feng-Yin Cheng    |
| Bestes Win/Loss Verhältnis         | Trista Russo      |
| Meisten geschlagene Runs           | Donna Mills       |
| Meiste Home Runs                   | Ayumi Ota         |
| Meiste gestohlene Bases            | Samantha Hamilton |
| Meiste Runs erzielt                | Kazumi Morii      |
| Herausragende Defensiv-Spielerin   | Tomomi Takashima  |